# Reinhold Durnthaler
Reinhold Durnthaler (n. 29 noiembrie 1942, Feldkirchen in Kärnten⁠(d), Carintia, Austria – d. 23 octombrie 2017, Feldkirchen in Kärnten⁠(d), Carintia, Austria) a fost un bober ce a reprezentat Austria, medaliat olimpic. A participat la 2 ediții ale Jocurilor Olimpice (1964, 1968) în care a câștigat două medalii de argint.